# Bellerive (Missouri)
Bellerive és una població dels Estats Units a l'estat de Missouri. Segons el cens del 2000 tenia 254 habitants.

## Demografia
Segons el cens del 2000, Bellerive tenia 254 habitants, 96 habitatges, i 79 famílies. La densitat de població era de 272,4 habitants per km².
Dels 96 habitatges en un 32,3% hi vivien nens de menys de 18 anys, en un 69,8% hi vivien parelles casades, en un 11,5% dones solteres, i en un 17,7% no eren unitats familiars. En el 17,7% dels habitatges hi vivien persones soles el 7,3% de les quals corresponia a persones de 65 anys o més que vivien soles. El nombre mitjà de persones vivint en cada habitatge era de 2,65 i el nombre mitjà de persones que vivien en cada família era de 2,92.
Per edats la població es repartia de la següent manera: un 27,2% tenia menys de 18 anys, un 4,3% entre 18 i 24, un 17,7% entre 25 i 44, un 38,6% de 45 a 60 i un 12,2% 65 anys o més.
L'edat mediana era de 45 anys. Per cada 100 dones de 18 o més anys hi havia 81,4 homes.
La renda mediana per habitatge era de 87.400 $ i la renda mediana per família de 93.906 $. Els homes tenien una renda mediana de 80.575 $ mentre que les dones 44.583 $. La renda per capita de la població era de 42.336 $. Entorn del 2,9% de les famílies i el 5,3% de la població estaven per davall del llindar de pobresa.

## Poblacions més properes
El següent diagrama mostra les poblacions més properes.